# 31618 Tharakan
31618 Tharakan este un asteroid din centura principală de asteroizi.

## Descriere
31618 Tharakan este un asteroid din centura principală de asteroizi. A fost descoperit pe 15 aprilie 1999 la Socorro, New Mexico, în cadrul proiectului LINEAR. Asteroidul prezintă o orbită caracterizată de o semiaxă mare de 2,25 ua, o excentricitate de 0,06 și o înclinație de 7,2° în raport cu ecliptica.